# Porsche 968
Porsche 968 – спорткар, выпускавшийся немецким концерном Porsche с 1991 по 1995 годы. Данный автомобиль является последним представителем семейства, начатого в 1976 году с выпуска модели Porsche 924 и продолжившимся в 1982 – 1991 годах моделью Porsche 944. Со своей предшественницей, 944 моделью, Porsche 968 имела порядка 20% общих деталей, некоторые из которых также были совместимы с Porsche 924.

## История создания
Предшественница 968-й модели, Porsche 944, дебютировала в 1982 модельном году, и была обновлена в 1987 (получила индекс S), и 1989 годах (индекс S2). Вскоре после начала производства 944 S2 инженеры Porsche начали работать над проектом "944 S3". В процессе работы над модификацией S3, порядка 80% деталей и узлов оригинальной 944-й были значительно переработаны или заменены; таким образом, встал вопрос о выпуске новой модели, так как машина имела уже достаточно мало общего с предшественницей. В результате, руководство Porsche решило представить модификацию S3, как новую модель, получившую заводской индекс 968. Помимо новых и измененных узлов, модель также претерпела изменения внешнего вида – дизайн стал по-спортивному более обтекаемым и современным; в базе стало предлагаться больше люксовых элементов. Производство модели было переведено с заводов Audi в Неккарзульме (традиционное место сборки 924-й и 944-й моделей, по контракту с Porsche) на собственный завод Porsche в Штутгарт, район Цуффенгаузен.

## Технические характеристики
В 968й модели использовался доработанный рядный 4-цилиндровый двигатель от Porsche 944 S2. При неизменном объёме мощность двигателя была увеличена до 236 л. с. (177кВ) за счёт системы VarioCam, позволяющей динамически изменять фазы газораспределения - распределительные валы, обеспечивающие более экономичный вращающий момент в нижнем диапазоне частот без потери мощности. В дальнейшем, система VarioCam стала применяться и в 6-цилиндровых оппозитных двигателях Тип-996, для 911 (996).  Другими новшествами и улучшениями трансмиссии стали: переработанные системы зажигания и выпуска, двухмассовый маховик и модернизированная электроника двигателя. Новая шестиступенчатая МКПП заменила 5-ступенчатую МКПП от 944-й модели; добавилась опция по установке системы Tiptronic.

## Дизайн и интерьер
Внешний вид 968 завершал эволюцию дизайна 924 и 944 моделей, но некоторые элементы, в попытке создать "семейное сходство" между моделями, были заимствованы также от Porsche 928, модели более высокого уровня.  Передок машины напоминал 944 модель, однако, бросающимся в глаза отличием были измененные "поднимающиеся" фары, дизайн которых напоминал Porsche 928. Наряду с новой внешностью, Porsche 968 получила новую антенну, задние фонари с нераздельными рассеивателями и литые 16-дюймовые диски "Cup" нового дизайна; задние пассажирские окна стали вклеиваться. Пользователям были предложены новые сочетания расцветки кузова и интерьера. 
Как и 944, 968 модель выпускалась в вариантах кузова 2-дверное купе и кабриолет. В кабриолетах, поставляющихся на американский рынок, задние сидения не устанавливались, в отличие от европейской версии.

## Модификации

### Porsche 968 ClubSport (CS)
В 1993 – 1995 годах Porsche предлагала данную модификацию для спортсменов-любителей, участвующих в гонках на треке. Большинство изменений в конструкции и интерьере данной модификации были направлены на снижение общего веса автомобиля. В частности, большинство "люксовых" элементов предлагавшихся в серийной модели были убраны; было использовано меньше звукоизолирующих материалов, убраны электростеклоподъемники. Стереосистема, кондиционер и люк предлагались только в качестве опций. Подвеска автомобиля была переработана в сторону более гоночных настроек; клиренс был уменьшен. Вместо стандартных 16-дюймовых дисков, устанавливались 17-дюймовые и шины более широкого профиля. Четырёхспицевое рулевое колесо было заменено спортивным трёхспицевым без встроенной подушки безопасности; отсутствовал дворник заднего стекла. Стандартные кожаные сидения были заменены спортивными Recaro, имевшими меньший вес; сидения устанавливались только передние. Машина именно этой модификации была признана спортивным автомобилем года по версии британского автомобильного журнала Performance Car.

### Porsche 968 Turbo S
Данная модификация отличалась от стандартной только наличием турбонаддува двигателя. В серию было выпущено всего 13 машин, продававшихся исключительно на европейском рынке Porsche. По скоростным характеристикам – разгон до 100 км/ч за 4.7 с.; максимальная скорость порядка 280 км/ч – данная модель может составить конкуренцию гораздо более современной модификации флагмана Porsche – модели 911 Type 996, выпускавшейся в 1998-2005 годах.

### Porsche 968 Turbo RS
Представленная в 1993 г., данная модификация являлась омологацией серийной 968 модели по спецификациям немецкой гоночной лиги ADAC GT Cup и серии Le Mans GT. В варианте Le Mans использовалась турбированная версия стандартного рядного 4-цилиндрового двигателя от 968 объемом 2990 сс, развивавшая порядка 350 л.с. В варианте ADAC минимальная масса автомобиля была ограничена правилами до 1350 кг, а максимальная мощность двигателя ограничивалась 337 л.с. Установка 6-скоростной МКПП перед ведущей задней осью при двигателе, расположенном впереди, позволила добиться улучшенной развесовки машины. Другими аэродинамическими улучшениями были подстраивающийся задний и передний спойлеры и дополнительные воздухозаборники интеркулера.
Технические характеристики:
Трансмиссия: transaxle-блок, переднемоторная компоновка с выносом 6-ступенчатой МКПП перед задней осью с объединением коробки передач с ведущим задним мостом через соединительный туннель. Задний привод, блокирующий дифференциал с динамическим перераспределением крутящего момента между осями.
Шасси: 2-дверное купе на основе кузова серийной модели, бесскатная крыша, дополнительные аэродинамические элементы (воздухозаборники, передний и подстраивающийся задний спойлеры, интеркулер), гоночная подвеска с подстраивающимися стабилизаторами, 2-контурные гидравлические тормоза с антиблокировочной системой ABS.

## Коллекционная ценность
Несмотря на меньшую популярность по сравнению с культовой 911, модель вызывает определенный интерес у коллекционеров – во многом благодаря своей относительно невысокой стоимости на вторичном рынке. Однако её слабое визуальное отличие от Porsche 944, и малое количество времени, прошедшее с момента прекращения выпуска, уменьшают её коллекционную ценность в настоящее время.
| Кузов купе | Кузов кабриолет | Модификация CS | Модификация Turbo S | Модификация Turbo RS |
| 6045       | 3959            | 1743           | 13                  | 3                    |